# Aimo Seppänen
Aimo Antero Seppänen, född 9 augusti 1929 i Mola, död 23 juni 2011, var en finländsk språkvetare och professor i engelska vid universiteten i Tammerfors, Umeå och Göteborg.

## Liv och arbete
Seppänen avlade studentexamen 1949, varpå han påbörjade studier i engelska och tyska vid Helsingfors universitet. Han blev där filosofie kandidat 1955 och fortsatte sina studier vid Kiels universitet samt, åren 1960–1961, som Fulbright-stipendiat vid Harvard University i USA. År 1963 forskade han vid University College London. År 1965 blev Seppänen filosofie licentiat vid Helsingfors universitet och 1974 filosofie doktor vid Tammerfors universitet med avhandlingen Proper names in English: A study in Semantics and Syntax. Vid det sistnämnda lärosätet innehade han från 1976 till 1980 sin första professur i engelska. Den följdes av en professur vid Umeå universitet 1980–1984 och av Andrew Carnegies professur i engelska språket och litteraturen vid Göteborgs universitet 1985–1994.
Seppänen invaldes till ledamot av Kungliga Vetenskaps- och Vitterhetssamhället i Göteborg 1985.
Seppänens forskningsintressen omfattade bland annat generativ grammatik, polysemi och den moderna engelskans grammatiska problem.

## Familj
Aimo Seppänen var son till lantbrukaren Esa Seppänen och Emilia Juvonen. År 1969 gifte han sig med filosofie kandidat Ruth Marjatta Lax; deras son Henrik föddes 1976.

## Publikationer i urval
- Proper names in English : a study in semantics and syntax (1974)
- The inner light in the journals of George Fox : a semantic study (1975)
- Restrictive modification and article usage with English proper names (1982)